# Tillandsia macdougallii
Tillandsia macdougallii es una especie de planta epífita dentro del género  Tillandsia, perteneciente a la  familia de las bromeliáceas.  Es originaria de México.

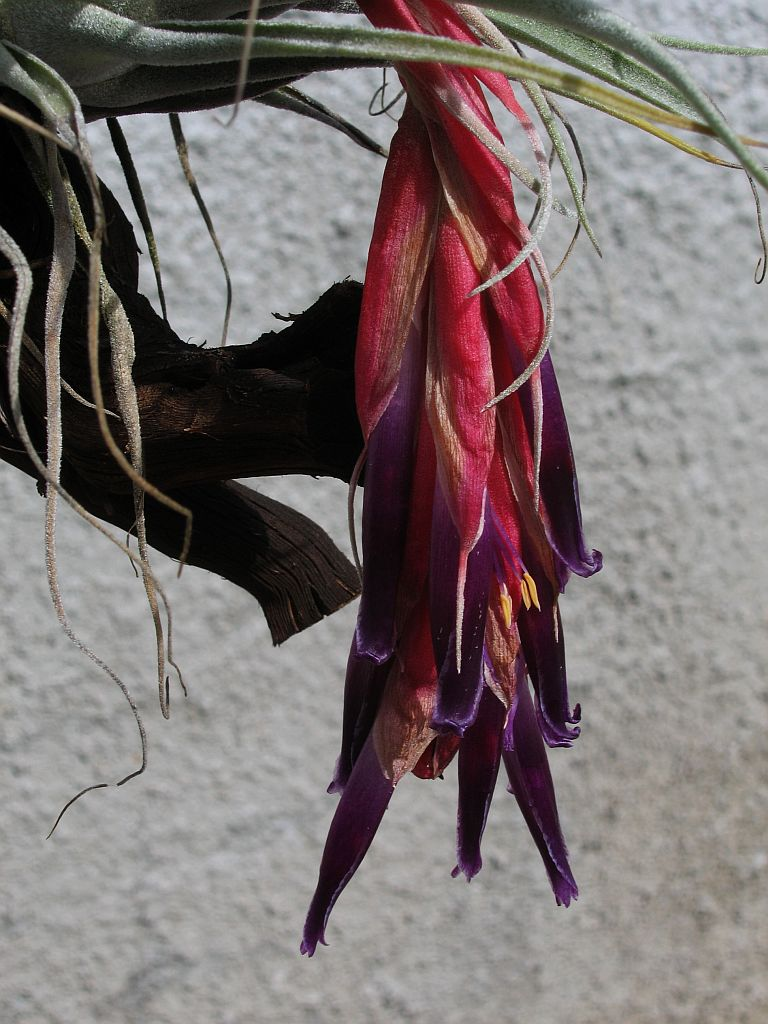
Flor

## Taxonomía
Tillandsia macdougallii fue descrita por Lyman Bradford Smith y publicado en Contributions from the United States National Herbarium 29: 277–278, f. 2. 1949.
Etimología
Tillandsia: nombre genérico que fue nombrado por Carlos Linneo en 1738 en honor al médico y botánico finlandés Dr. Elias Tillandz (originalmente Tillander) (1640-1693).
macdougallii: epíteto otorgado en honor del botánico Thomas Baillie MacDougall.